# Вукман Крушчић
Вукман Крушчић (Поља, код Колашина, 1909 – Баре Краљске, код Колашина, 20. јануар 1942) био је студент права, учесник Народноослободилачке борбе и народни херој Југославије.

## Биографија
Рођен је 1909. у селу Поља, код Колашина. Потицао је из сиромашне сељачке породице. Основну школу је завршио у родном селу, а гимназију у Беранама. Потом је студирао на Правном факултету у Београду.
По доласку на Београдски универзитет укључио се у револуционарни студентски покрет и 1932. године постао члан илегалне Комунистичке партије Југославије (КПЈ). Врло брзо је постао једна од водећих личности у студентском покрету у Београду. Заједно са Ивом Лолом Рибаром, Рифатом Бурџовићем и Мирком Срзентићем, учествовао је у студентским демонстрацијама и револуционарним акцијама.
Фебруара 1935. године, на Универзитету у Београду дошло до великог студентског штрајка, током кога су жандарми убили студента Мирка Срзентића. Студентска организација је тада одредила Мирка Томића и Вукмана Крушчића да од универзитетског Сената тражи интервенцију против поступака полиције. Као студент, Вукман је био активан и у стручним и културним удружењима студената.
Због револуционарног рада био је више пута хапшен, а 1935. године је био затворен и у концентрационом логору у Вишеграду. Одржавање летњег сабора на Бендовцу, на планини Бјеласици, августа 1936, где су били окупљени људи из колашинског и беранског среза, искористио је да, као комунист, говори поводом демонстрација на Белведеру, крај Цетиња и против Владе Милана Стојадиновића.
Поред политичког рада на Универзитету, био је политички активан и родном крају. Као члан руководства Месног комитета КПЈ за Колашин, учествовао је на Седмој покрајинској конференцији КПЈ за Црну Гору, одржаној августа 1939. године. Такође је учествовао и на Осмој покрајинској конференцији КПЈ за Црну Гору, која је одржана августа 1940. године у Барама Жугића, код Жабљака. Почетком 1941. године постао је секретар Месног комитета КПЈ у Колашину.
После окупације Југославије, 1941. године радио је на организовању Тринаестојулског устанка у колашинском срезу. Учествовао је у борбама за ослобођење Колашина, јула 1941. године. После слома устанка, радио је на оживљавању оружане борбе против окупатора. Крајем године се прикључио Црногорском одреду за операције у Санџаку и са њим учествовао у Пљевљаској бици, 1. децембра 1941. године.
Јануара 1942. године, четничке јединице, наоружане и снабдевене од Италијана, почеле су организоване нападе на партизанске снаге на територији Колашина. У таквој ситуацији, Покрајински комитет КПЈ за Црну Гору и представници руководства Народноослободилачког покрета организовали су слање јачих партизанских снага на ово подручје како би се супротставили надмоћнијим четницима. Комски партизански одред упутио је тада две чете, чији је задатак био да сузбије четничку акцију на широј територији Матешева. Ове две чете, четници Ђорђија Лашића су изненадили и у зору 20. јануара 1942. напали у Краљским Барама. Том приликом погинула су 33 партизанска борца, 15 их је рањено, а већина осталих заробљена. Међу погинулима је био и Вукман Крушчић.
Указом Председништва Антифашистичког већа народног ослобођења Југославије (АВНОЈ) 11. јула 1945. постхумно је одликован Орденом заслуга за народ првог реда. Указом Президијума Народне скупштине ФНР Југославије 12. јула 1949. је за народног хероја.
У знак сећања на њега, село Вепровац у општини Кула, у Бачкој, које је насељено колонистима из Црне Горе, понело је 1950. назив Крушчић.